# Fernand Bonnier de La Chapelle
Fernand Bonnier de La Chapelle (Algiers, 1922 – aldaar, 26 december 1942) was een Frans verzetsstrijder. Op 24 december 1942 vermoordde hij admiraal François Darlan, het voormalig hoofd van de regering van Vichy-Frankrijk en zelfbenoemd Hoge Commissaris van Frans Noord-Afrika en West-Afrika. De snelle rechtszaak en executie van Bonnier de La Chapelle wakkerde talloze complottheorieën aan over de vraag wie achter de aanslag zat.
Als student aan de Lycée Stanislas in Parijs nam Bonnier de La Chapelle op 11 november 1940 deel aan een anti-Duitse studentendemonstratie bij de Arc de Triomphe. Hij stak in het geheim de demarcatielijn tussen het door de Duitsers bezette Frankrijk en Vichy-Frankrijk over en ging naar Algiers, waar zijn vader als journalist werkte. Na in 1942 te zijn geslaagd voor zijn baccalauréat was hij verrast door de geallieerde landingen in Noord-Afrika (Operatie Torch), op 8 november 1942 en door de deelname van zijn vrienden in de zogenoemde putsch van 8 november, waarbij het verzet de controle overnam over diverse Vichy-regeringsgebouwen in Algiers.
Nadat Darlan Algiers aan de geallieerden had overgedragen ging generaal Dwight D. Eisenhower, die gewapend verzet van Vichy-aanhangers onder de Fransen vreesde, ermee akkoord dat Darlan Frans Noord-Afrika en West-Afrika bleef besturen volgens de Vichy-politiek, wat veel consternatie veroorzaakte onder de Franse emigranten in zowel Washington als Londen.
Bonnier de La Chapelle en drie vrienden besloten de admiraal uit de weg te ruimen. De actie zou door Bonnier de La Chapelle worden uitgevoerd. Na een Ruby-pistool te hebben bemachtigd wachtte hij op 24 december bij de ingang van het Palais d'Éte, het hoofdkwartier van de admiraal in Algiers, op Darlans terugkeer naar diens kantoor. Hij schoot twee keer op Darlan, en raakte deze in het hoofd en in de borstkas. Vervolgens trof hij de dij van Darlans adjudant. Daarna werd Bonnier de La Chapelle door medewerkers overmeesterd en gevangengenomen. Darlan overleed een paar uur later aan zijn verwondingen. Hij werd opgevolgd door generaal Henri Giraud.
De volgende dag werd Bonnier de La Chapelle voor een militair tribunaal gebracht, waar hij verklaarde dat hij alleen had gehandeld. Het tribunaal veroordeelde Bonnier de La Chapelle ter dood. Giraud weigerde hem gratie te verlenen, en op 26 december werd hij door een vuurpeloton geëxecuteerd.
Op 21 december 1945 vernietigde het Hof van Beroep in Algiers het vonnis en oordeelde dat Bonnier de La Chapelle "in het belang van de bevrijding van Frankrijk" had gehandeld.
- Bibliothèque nationale de France: cb157874595 (data)
- Gemeinsame Normdatei: 1201283310
- International Standard Name Identifier: 0000 0000 3158 7212
- Library of Congress Control Number: n95098482
- Système universitaire de documentation: 240587618
- Virtual International Authority File: 55866999
- WorldCat: E39PBJkMG6H6m9JQF3cQmkCvpP